# Sardanapal

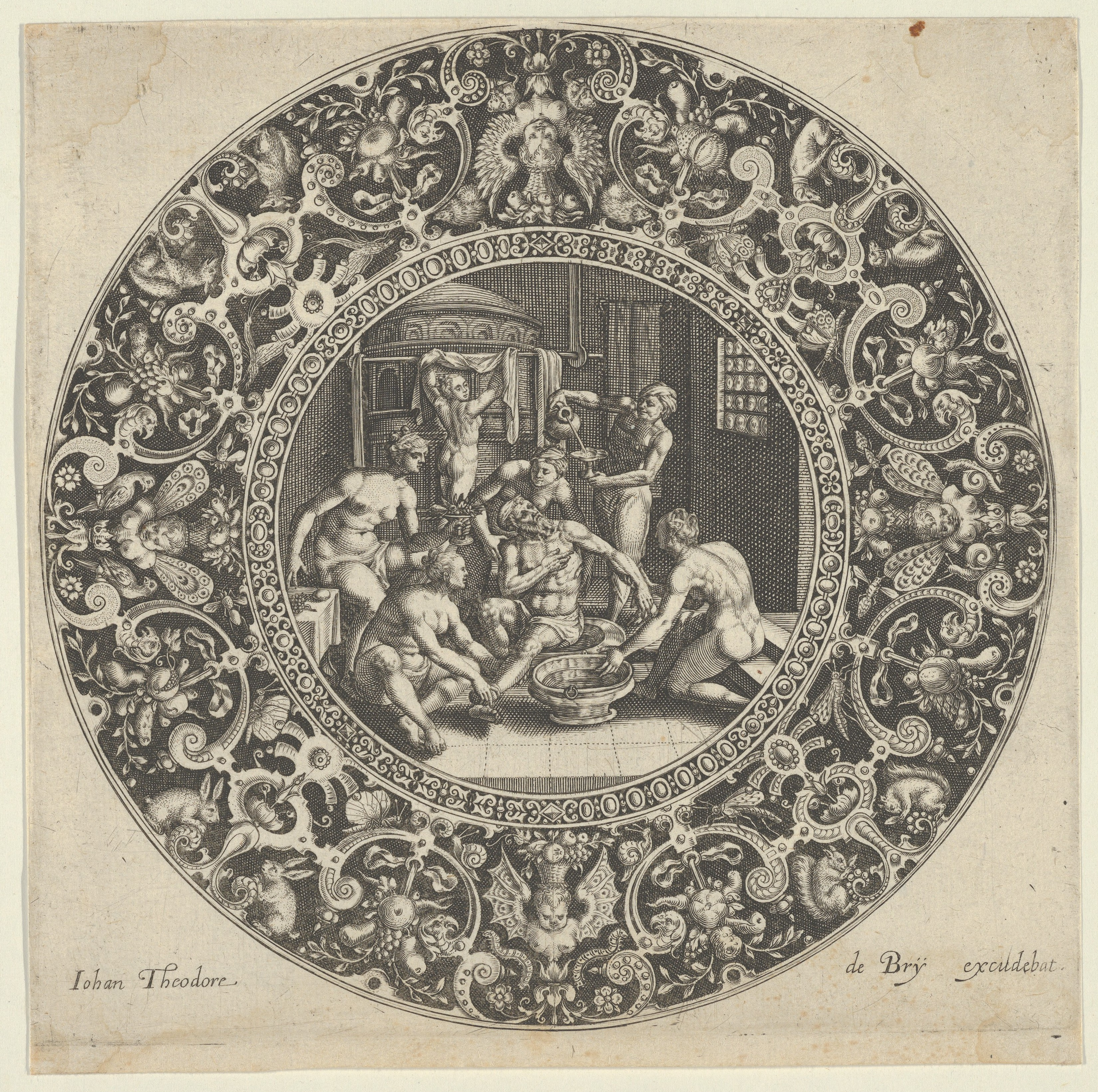
Johann Theodor de Bry: Sardanapal im Bade

Sardanapal(os) gehörte neben Semiramis bei den alten Griechen und Römern zu den bekanntesten Legendengestalten des orientalischen Altertums. Nach dem antiken griechischen Geschichtsschreiber Ktesias von Knidos soll er der letzte König des Assyrischen Reichs gewesen sein. Erst die moderne Assyriologie enthüllte, dass in Wirklichkeit Aššur-uballiṭ II. als letzter König von 612–608 v. Chr. über Assyrien herrschte.

## Legendäre griechische Berichte

### Herodot, Ktesias von Knidos
Als Erster erwähnt der in der zweiten Hälfte des 5. Jahrhunderts v. Chr. schreibende griechische Geschichtsschreiber Herodot, allerdings nur beiläufig, die Gestalt des Sardanapal. Dieser sei ein sehr reicher König von Ninos (= Ninive) gewesen; seine Schatzhäuser seien aber von diebischen Nachbarn untergraben und beraubt worden. Auch in einem Fragment aus den verlorenen Werken des Hellanikos wird auf Sardanapal Bezug genommen. Wahrscheinlich gestaltete zuerst Ktesias von Knidos in seinen Persika die Sardanapal-Sage voll aus. Sein Werk blieb nur sehr fragmentarisch erhalten, doch liegen größere Bruchstücke bezüglich Ktesias’ Bericht über Sardanapal vor allem beim griechisch-sizilischen Historiker Diodor vor. Daneben dürften zwei Fragmente aus der Weltgeschichte des Nikolaos von Damaskus, die Sardanpal behandeln, auf der Darstellung des Ktesias beruhen. Athenaios sowie die Chroniken des Eusebius von Caesarea und Georgios Synkellos geben ebenfalls kurze Auszüge aus Ktesias’ Bericht.

### Bericht Diodors
Laut der Darstellung Diodors im zweiten Buch seiner Historischen Bibliothek hätten, beginnend mit Ninos, 30 Könige über Assyrien geherrscht, deren letzter Sardanapal gewesen sei. Diodor erzählt, dass Sardanapal noch ärger als seine Vorgänger genusssüchtig war, nie seinen Palast verließ und sich einer weibischen Lebensart hingab. Er zog nur Frauenkleidung an, hielt sich Konkubinen und fand beständiges Vergnügen im Spinnen von Purpurgewändern und feiner Wolle. Er schminkte sich auch wie eine Frau und besaß eine feminine Stimme. Neben erlesenen Mahlzeiten frönte er sinnlichen Ausschweifungen mit beiderlei Geschlechtern.
Sehr ausführlich schildert Diodor das Ende des Sardanapal. Demnach hielt sich dieser zu seinem Schutz eine sehr starke Leibwache, die unter dem Befehl von jährlich wechselnden Kommandanten stand. Als der tapfere Meder Arbakes den Oberbefehl über die Leibwache führte, machte er Bekanntschaft mit Belesys, dem Anführer der Babylonier. Belesys war Sterndeuter und weissagte, dass es Arbakes’ Bestimmung sei, anstelle des Sardanapal die Herrschaft über Assyrien anzutreten. Arbakes vermochte nun die anderen Feldherren auf seine Seite zu ziehen und bot Belesys im Fall seines Erfolgs an, ihn zum Statthalter Babyloniens zu ernennen. Auch bestach er einen Eunuchen, um sich Zutritt zu Sardanapal zu verschaffen. So konnte er dessen würdeloses Leben beobachten, was ihn in seinem Entschluss zur Rebellion bestärkte.
Nachdem Arbakes seinen Dienst als Kommandant der Leibwache nach einem Jahr niedergelegt hatte, kehrte er in seine Heimat zurück und stachelte die Meder und Perser zum Aufstand an. Belesys tat das Gleiche bei den Babyloniern und Arabern. Nach Abwarten des restlichen Jahres zogen Arbakes und seine Verbündeten mit einer aus 400.000 Soldaten bestehenden Armee gegen Ninive, um scheinbar die momentane Leibwache Sardanapals abzulösen; indessen wollten sie aber tatsächlich ihren Plan zum Sturz des Königs realisieren und das assyrische Reich vernichten. Sardanapal erlangte bald von der Rebellion Kenntnis und sandte Militärkontingente anderer Völker gegen die Aufständischen, die eine schwere Niederlage erlitten und sich ins 70 Stadien von Ninive entfernte Gebirge zurückzogen. Die Rebellen griffen dann Ninive zum zweiten Mal an, erlitten aber gegen die von Sardanapal kommandierten königstreuen Truppen erneut eine Niederlage und mussten wieder zurückweichen. Immerhin war keiner der Empörer Sardanapals Aufruf gefolgt, gegen eine Belohnung von 200 Talenten Gold ihre Anführer Arbakes und Belesys zu töten. Belesys bedurfte viel Überzeugungskraft, seine Mitstreiter zu einer neuen Attacke gegen Ninive zu bewegen. Doch auch dieser dritte Angriff schlug fehl; Sardanapal blieb wiederum siegreich und verfolgte die fliehenden Rebellen bis an die Grenze Babyloniens. Arbakes hatte bei den Kämpfen eine Verletzung erlitten.
Trotz dieser schweren Niederlagen vermochte Belesys nochmals, die Stimmung der besiegten Soldaten zu heben, indem er ihnen versicherte, seine Beobachtung des Sternenhimmels habe ihm gezeigt, dass sie nach fünf Tagen Beistand erhielten. Zwar erfuhren die Aufständischen nach Ablauf dieser Frist, dass ein baktrisches Heer nahe, um Sardanapals Armee zu verstärken, doch vermochte Arbakes diese Hilfstruppen auf seine Seite zu ziehen. Sardanapal blieb dieser Seitenwechsel der Baktrer unbekannt; er vergnügte sich inzwischen und ließ seinen vor der Stadt kampierenden Kriegern ein Festessen ausrichten. Arbakes überfiel des Nachts das Lager der zechenden Soldaten, die auch vom Weingenuss berauscht waren, tötete zahlreiche von ihnen und verfolgte die restlichen bis vor die Tore Ninives. Sardanapal übertrug nun den Oberbefehl über die Streitkräfte seinem Schwager Salaimenes und organisierte selbst die Verteidigung der Stadt. Die Empörer gewannen zwei vor den Mauern der Stadt ausgetragene Schlachten gegen die assyrische Armee, wobei Salaimenes fiel. Viele von dessen Soldaten wurden auf der Flucht getötet, und die meisten anderen konnten nicht mehr nach Ninive hineingelangen, sondern wurden in den Euphrat getrieben, woraufhin der Strom aufgrund des Blutes der zahlreichen Toten eine rötliche Färbung annahm. Sardanapal selbst wurde in seiner Stadt eingeschlossen und musste vom Abfall weiterer ihm untergebener Völker erfahren.
Sardanapal übergab seinen drei Söhnen und zwei Töchtern große Schätze und trug ihnen auf, den Statthalter Paphlagoniens, Kottas, aufzusuchen, den er für äußerst loyal hielt. Auch forderte er seine Untertanen brieflich zur Entsendung von Hilfstruppen auf. Er hatte einen von seinen Ahnen weitergegebenen Götterspruch in Erinnerung, dass Ninive nicht erstürmt werden könne, falls sich nicht zuvor der Euphrat der Stadt feindlich gezeigt hätte. Dies hielt Sardanapal für ausgeschlossen. Tatsächlich konnte die Rebellen die mit ausreichenden Vorräten versehene Stadt in den nächsten beiden Jahren aufgrund von deren starken Mauern nicht erobern, denn damals gab es noch keine hierfür benötigte Belagerungsmaschinen. Als aber der Euphrat im dritten Jahr der Belagerung aufgrund von lang andauerndem und heftigem Regen Überschwemmungen verursachte und dadurch ein Stück der Stadtmauern einstürzte, glaubte Sardanapal, dass die alte Prophezeiung nunmehr in Erfüllung ginge. Er fürchtete seine Gefangennahme durch die Feinde, ließ im Palast einen großen Scheiterhaufen aufschichten, darauf seine Schätze auftürmen und suchte mit seinen Konkubinen und Eunuchen eine Kammer im Innern des Scheiterhaufens auf. Dieser wurde daraufhin seinem Wunsch gemäß in Brand gesetzt, sodass der ganze Palast in Flammen aufging. Die Aufständischen verschafften sich in Ninive Einlass und Arbakes wurde neuer Herrscher.

### Nikolaos von Damaskus, Athenaios
Die in den beiden Fragmenten des Nikolaos von Damaskus wiedergegebene Version über Sardanapal zeigt mehrere Abweichungen zu Diodors Darstellung. Laut Nikolaos unterschied sich Sardanapal dadurch von den früheren Königen, dass er nie zu den Waffen griff und auch keine Jagdausflüge unternahm. Der Autor führt weiterhin aus, dass Arbakes die Initiative zum Sturz des Sardanapal ergriff, weil er die ihm berichtete Lebensweise des Herrschers verachtete. Nachdem Nikolaos geschildert hat, dass Arbakes den Belesys kennenlernte, bringt er deren Zwiegespräche in direkter Rede. Im Gegensatz zu Diodor verortet Nikolaos auch die Stadt Ninos geographisch korrekt an den Tigris. Der Bericht in den Fragmenten des Nikolaos bricht schon mit der Planung des Arbakes, mit Unterstützung des Eunuch Einlass bei Sardanapal zu erlangen, ab.
In der kurzen Fassung des Athenaios kommt die Person des Belesys nicht vor. Nach dieser Version verhalf der Eunuch Sparameizes dem Arbakes zum Zutritt in das Zimmer des Sardanapal. Die weibischen Gewohnheiten des Königs finden eine detaillierte Darstellung. Arbakes vernichtete dann die von Sardanapal rekrutierten Truppen. Athenaios führt anschließend die Selbstverbrennung des Königs eingehender als Diodor aus. Demnach war der Scheiterhaufen vier Klafter hoch, und es wurde ein 100 Fuß großes Gemach errichtet, in das sich Sardanapal mit seiner Gattin und seinen Konkubinen begab. Der Herrscher ließ riesige Schätze, nämlich 10 Millionen Talente Gold und 100 Millionen Talente Silber sowie kostbare Kleider in den Raum über dem Gemach schaffen und danach den Scheiterhaufen anzünden, der 15 Tage loderte. – Athenaios erwähnt auch eine völlig abweichende Version über den Tod des Sardanapal, die der griechische Historiker Duris von Samos überlieferte. Dieser Variante zufolge bekam Arbakes den Sardanapal durch Vermittlung des Eunuchen Sparameizes zu Gesicht, war über das weibische Benehmen des Königs empört und erstach ihn sofort.

## Historische Einordnung
In die Legende von Sardanapal dürften Züge mehrerer historischer Personen wie jene des assyrischen Königs Sanherib und des babylonischen Königs Šamaš-šuma-ukin eingeflossen sein. Es finden sich darin aber auch rein märchenhafte Motive.
Als Alexander der Große und sein Heer 333 v. Chr. nach Kilikien kamen, sahen sie nahe der Stadt Anchiale ein Grabmal, das sie als jenes des Sardanapal ansahen. Fragmente der Berichte dreier Teilnehmer des Alexanderzugs über dieses Monument blieben erhalten. Laut Aristobulos besaß das Grabmal ein Steinrelief, das Sardanapal mit zusammengelegten Fingern der rechten Hand dargestellt habe, als wenn er ein Schnippchen schlagen wolle. Auch habe es eine Inschrift in assyrischen Zeichen (Keilschrift) getragen, die besagte: „Anchiale und Tarsos hat Sardanapal, Sohn des Anakyndaraxes, an einem Tag begründet; Du aber, Fremdling, iss, trinke, liebe; alles andere ist kein Schnippchen wert.“ Möglicherweise berichtete bereits Ktesias – falls auch dieser Teil der Darstellung Diodors auf ihn zurückgeht – über eine Inschrift, die Sardanapal für sich selbst entworfen habe und die von seinen Nachfolgern nach seinem Tod auf sein Grab geschrieben werden sollte; in ihr sei der Genuss des Essens und der Liebe wegen der Vergänglichkeit des Lebens empfohlen worden. Der Altorientalist Franz Heinrich Weißbach glaubte, dass die Teilnehmer des Alexanderzugs ein Monument Sanheribs sahen, das dieser nach einem erfolgreichen Feldzug gegen Kilikien 696 v. Chr. errichten ließ. Dieser Denkstein ist durch einen Keilschriftfund bekannt, der über Sanheribs Kilikien-Feldzug berichtet, ebenso durch die über das gleiche Ereignis referierenden und in der Chronik des Eusebius von Caesarea erhaltenen Darstellungen des Alexander Polyhistor und Abydenos. Bei dieser Militärexpedition eroberte die Armee Sanheribs die revoltierenden Städte Anchiale und Tarsos. Laut Weißbach hätten Alexanders Gefährten aber den Text der Inschrift missverstanden und auf den ihnen gut bekannten Sardanapal bezogen.

## Nachwirkung
- Aristoteles erwähnt Sardanapal, als er über die wichtigsten Lebensformen schreibt, im Zusammenhang der Lebensweise der Mehrheit:

„Die Menge erweist sich als ganz sklavisch, indem sie die Lebensweise des Viehs vorzieht; sie hat dafür allerdings insofern eine gewisse Rechtfertigung, als auch viele Mächtige die Neigungen des Sardanapal teilen.“

- Der römische Geschichtsschreiber Cassius Dio legte dem zeitgenössischen Kaiser Elagabal Sardanapalus als Spottnamen bei.[17]
- Aus der Feder des deutschen Komponisten Christian Ludwig Boxberg stammt die 1698 uraufgeführte Oper Sardanapalus.
- Der britische Dichter George Gordon Byron veröffentlichte 1821 eine Johann Wolfgang von Goethe gewidmete Tragödie mit dem Titel Sardanapal.
- Die Tragödie Lord Byrons inspirierte Eugène Delacroix zu seinem Gemälde Der Tod des Sardanapal (La Mort de Sardanapale), das sich heute im Louvre befindet.
- Des Weiteren inspirierte Lord Byrons Tragödie den Komponisten Hector Berlioz zu einer ebenfalls La Mort de Sardanapale betitelten Kantate mit einem Text von Jean-François Gail (1830),
- die Komposition Myrrha für drei Stimmen und Orchester von André Caplet (1901),
- und im selben Jahr eine ebenfalls Myrrha betitelte Kantate von Maurice Ravel.
- Auch der erste Teil des 1906 uraufgeführten Oratoriums Totentanz von Felix Woyrsch behandelt das Ende Sardanapals.
- Der Name Saranapal konnte in der Neuzeit einen Menschen als Inbegriff sexueller Perversion brandmarken.[18]